# Frederick Knott
Frederick Knott, född 28 augusti 1916 i Hankow i Kina, död 17 december 2002 i New York i New York, var en amerikansk författare, manusförfattare och dramatiker.